# Chepillo
Chepillo è un comune (corregimiento) della Repubblica di Panama situato nel distretto di Chepo, provincia di Panama. Si estende su una superficie di 1 km² e conta una popolazione di 255 abitanti (censimento 2010).